# Ectropothecium semiglobosum
Ectropothecium semiglobosum là một loài Rêu trong họ Hypnaceae. Loài này được (Müll. Hal.) Paris mô tả khoa học đầu tiên năm 1900.